# إلينا برامبيا
إلينا برامبيا (بالإيطالية: Elena Brambilla)‏ هي مؤرخة إيطالية، ولدت في 29 يوليو 1942 في ميلانو في إيطاليا، وتوفي بنفس المكان في 3 فبراير 2018.